# Gran Premio de Bélgica de Motociclismo de 1989
El Gran Premio de Bélgica de Motociclismo de 1989 fue la décima prueba de la temporada 1989 del Campeonato Mundial de Motociclismo. El Gran Premio se disputó el 2 de julio de 1989 en el Circuito de Spa.

## Resultados 500cc
En una carrera interrumpida y reanudada dos veces debido a la lluvia, el resultado final de la tercera reanudación se aprobó primero y luego la clasificación al final de la segunda ronda se anunció oficialmente. De esta manera, es estadounidense Eddie Lawson fue el ganador, por delante de sus compatriotas Kevin Schwantz y Wayne Rainey. La decisión fue ratificada por la FIM a fines de julio, al mismo tiempo que asignó solo la mitad de un puntaje de campeonato mundial debido a la brevedad de la carrera en sí.
| Pos.     | Piloto              | Equipo                                   | Moto   | Tiempo    | Pts. |
| -------- | ------------------- | ---------------------------------------- | ------ | --------- | ---- |
| 1        | Eddie Lawson        | Rothmans Kanemoto Honda                  | Honda  | 19:46.260 | 20   |
| 2        | Kevin Schwantz      | Suzuki Pepsi Cola                        | Suzuki | +0.920    | 17   |
| 3        | Wayne Rainey        | Team Lucky Strike Roberts                | Yamaha | +1.520    | 15   |
| 4        | Christian Sarron    | Sonauto Gauloises Blondes Yamaha Mobil 1 | Yamaha | +11.430   | 13   |
| 5        | John Kocinski       | Team Lucky Strike Roberts                | Yamaha | +15.220   | 11   |
| 6        | Pierfrancesco Chili | HB Honda Gallina Team                    | Honda  | +18.870   | 10   |
| 7        | Kevin Magee         | Team Lucky Strike Roberts                | Yamaha | +20.720   | 9    |
| 8        | Mick Doohan         | Rothmans Honda Team                      | Honda  | +27.230   | 8    |
| 9        | Freddie Spencer     | Marlboro Yamaha Team Agostini            | Yamaha | +27.850   | 7    |
| 10       | Niall Mackenzie     | Marlboro Yamaha Team Agostini            | Yamaha | +32.840   | 6    |
| 11       | Rob McElnea         | Cabin Racing Team                        | Honda  | +32.970   | 5    |
| 12       | Marco Gentile       | Fior Marlboro                            | Fior   | +1:25.460 | 4    |
| 13       | Cees Doorakkers     | HRK Motors                               | Honda  | +1:34.460 | 3    |
| 14       | Eddie Laycock       |                                          | Honda  | +1:37.060 | 2    |
| 15       | Simon Buckmaster    | Racing Team Katayama                     | Honda  | +1:37.590 | 1    |
| 16       | Josef Doppler       |                                          | Honda  | +1 Vuelta |      |
| 17       | Bruno Kneubühler    | Romer Racing Suisse                      | Honda  | +1 Vuelta |      |
| 18       | Marco Papa          | Team Greco                               | Paton  | +1 Vuelta |      |
| 19       | Nicholas Schmassman | FMS                                      | Honda  | +1 Vuelta |      |
| 20       | Hans Klingebiel     |                                          | Suzuki | +1 Vuelta |      |
| 21       | Fernando González   | Club Motocross Pozuelo                   | Honda  | +1 Vuelta |      |
| 22       | Mark Phillips       |                                          | Suzuki | +1 Vuelta |      |
| 23       | Randy Mamola        | Cagiva Corse                             | Cagiva | +1 Vuelta |      |
| Ret      | Alessandro Valesi   | Team Iberia                              | Yamaha | Ret       |      |
| Ret      | Wayne Gardner       | Rothmans Honda Team                      | Honda  | Ret       |      |
| Ret      | Pavel Dekanek       |                                          | Honda  | Ret       |      |
| DNS      | Ron Haslam          | Suzuki Pepsi Cola                        | Suzuki | DNS       |      |
| DNQ      | Patrick Chavanne    |                                          | Honda  | DNQ       |      |
| Fuentes: |                     |                                          |        |           |      |

## Resultados 250cc
Primera victoria del año para el suizo Jacques Cornu que entró por delante del español Sito Pons. El catalán mantiene 61 puntos de ventaja sobre el suizo a la clasificación general.
| Pos. | Piloto                    | Moto    | Tiempo   | Pts. |
| ---- | ------------------------- | ------- | -------- | ---- |
| 1    | Jacques Cornu             | Honda   | 36.45.58 | 20   |
| 2    | Sito Pons                 | Honda   | 36.46.16 | 17   |
| 3    | Carlos Cardús             | Honda   | 36.48.51 | 15   |
| 4    | Reinhold Roth             | Honda   | 36.55.26 | 13   |
| 5    | Luca Cadalora             | Yamaha  | 37.11.05 | 11   |
| 6    | Helmut Bradl              | Honda   | 37.14.52 | 10   |
| 7    | Juan Garriga              | Yamaha  | 37.26.63 | 9    |
| 8    | Fausto Ricci              | Aprilia | 37.36.65 | 8    |
| 9    | Masahiro Shimizu          | Honda   | 37.41.95 | 7    |
| 10   | Alain Bronec              | Aprilia | 37.43.46 | 6    |
| 11   | Daniel Amatriaín          | Honda   | 37.43.93 | 5    |
| 12   | Renzo Colleoni            | Aprilia | 37.44.61 | 4    |
| 13   | Alberto Puig              | Yamaha  | 37.45.06 | 3    |
| 14   | Harald Eckl               | Aprilia | 37.48.65 | 2    |
| 15   | Carlos Lavado             | Yamaha  | 37.50.86 | 1    |
| 16   | Bernard Haenggeli         | Yamaha  | 37.51.18 |      |
| 17   | Hans Becker               | Honda   | 38.08.91 |      |
| 18   | Maurizio Vitali           | Honda   | 38.09.58 |      |
| 19   | Wilco Zeelenberg          | Honda   | 38.22.96 |      |
| 20   | Andreas Preining          | Aprilia | 38.27.03 |      |
| 21   | Luis Lavado               | Yamaha  | 38.27.35 |      |
| 22   | Bernard Schick            | Yamaha  | 38.36.09 |      |
| 23   | Manfred Herweh            | Yamaha  | 39.10.89 |      |
| 24   | Laurent Naveau            | Yamaha  | 1 Vuelta |      |
| Ret  | Didier de Radiguès        | Aprilia | Ret      |      |
| Ret  | Martin Wimmer             | Aprilia | Ret      |      |
| Ret  | Patrick van den Goorbergh | Yamaha  | Ret      |      |
| Ret  | Alex Barros               | Yamaha  | Ret      |      |
| Ret  | Andrew Leisner            | Honda   | Ret      |      |
| Ret  | Adrien Morillas           | Yamaha  | Ret      |      |
| Ret  | Jean-Philippe Ruggia      | Yamaha  | Ret      |      |
| Ret  | August Auinger            | Yamaha  | Ret      |      |
| Ret  | Loris Reggiani            | Honda   | Ret      |      |
| Ret  | Alberto Rota              | Aprilia | Ret      |      |
| Ret  | Stefano Caracchi          | Honda   | Ret      |      |
| Ret  | Garry Cowan               | Yamaha  | Ret      |      |

## Resultados 125cc
El holandés Hans Spaan obtuvo el tercer triunfo consecutivo por delante del italiano Ezio Gianola. Los dos pilotos se acercan al liderato de la clasificación general ya que el hasta líder, el españolÀlex Crivillé se retiró por problemas con el motor.
| Pos. | Piloto               | Moto      | Tiempo   | Pts. |
| ---- | -------------------- | --------- | -------- | ---- |
| 1    | Hans Spaan           | Honda     | 38.38.49 | 20   |
| 2    | Ezio Gianola         | Honda     | 38.50.89 | 17   |
| 3    | Hisashi Unemoto      | Honda     | 39.16.80 | 15   |
| 4    | Julián Miralles      | Derbi     | 39.27.69 | 13   |
| 5    | Lucio Pietroniro     | Honda     | 39.36.41 | 11   |
| 6    | Stefan Prein         | Honda     | 39.40.00 | 10   |
| 7    | Fausto Gresini       | Garelli   | 39.40.35 | 9    |
| 8    | Adi Stadler          | Honda     | 39.41.15 | 8    |
| 9    | Koji Takada          | Honda     | 39.41.51 | 7    |
| 10   | Thierry Feuz         | Honda     | 39.42.10 | 6    |
| 11   | Domenico Brigaglia   | Garelli   | 39.47.59 | 5    |
| 12   | Doriano Romboni      | Honda     | 39.48.26 | 4    |
| 13   | Dirk Raudies         | Honda     | 39.53.41 | 3    |
| 14   | Jean-Claude Selini   | Honda     | 39.53.82 | 2    |
| 15   | Hubert Abold         | Rotax     | 39.54.65 | 1    |
| 16   | Alex Bedford         | EMC       | 40.02.60 |      |
| 17   | Robin Milton         | Honda     | 40.07.94 |      |
| 18   | Luis Miguel Reyes    | Honda     | 40.27.81 |      |
| 19   | Peter Öttl           | Krauser   | 40.49.94 |      |
| 20   | Gastone Grassetti    | Aprilia   | 40.50.93 |      |
| 21   | Flemming Kistrup     | Honda     | 40.52.04 |      |
| 22   | Håkan Olsson         | Rotax     | 41.11.12 |      |
| 23   | Johnny Wickström     | Honda     | 41.11.65 |      |
| 24   | Serge Julin          | Honda     | 1 Vuelta |      |
| 25   | Manfred Fischer      | Honda     | 1 Vuelta |      |
| Ret  | Àlex Crivillé        | JJ Cobas  | Ret      |      |
| Ret  | Emilio Cuppini       | Aprilia   | Ret      |      |
| Ret  | Corrado Catalano     | Gazzaniga | Ret      |      |
| Ret  | Bruno Casanova       | Aprilia   | Ret      |      |
| Ret  | Stefan Dörflinger    | Krauser   | Ret      |      |
| Ret  | Alfred Waibel        | Honda     | Ret      |      |
| Ret  | Bady Hassaine        | Honda     | Ret      |      |
| DNQ  | Robin Appleyard      | Honda     | DNQ      |      |
| DNQ  | Jorge Martínez Aspar | Derbi     | DNQ      |      |
| DNQ  | Allan Scott          | Honda     | DNQ      |      |